# Long Walk Home
Albums de Peter Gabriel
OVO
(2000) Up
(2002)
Bandes originales de Peter Gabriel
OVO
(2000)
Long Walk Home: Music from the Rabbit-Proof Fence, publié en juin 2002, est la quatrième bande originale et douzième album du musicien britannique Peter Gabriel. Conçu comme la bande originale du film australien Le Chemin de la liberté (Rabbit-Proof Fence, réalisé par Phillip Noyce) ; il s’agit de la première sortie de nouvelle musique originale de Peter Gabriel depuis OVO, bande originale composée pour les festivités de l'an 2000 au Dôme du Millénaire à Londres.
Le thème des morceaux Ngankarrparni et Cloudless revient dans la chanson Sky Blue de l'album Up de Gabriel, et figure également dans The Nest That Sailed The Sky également issue de OVO, composée pour le spectacle britannique Millennium Dome en 2000.
L'album a été nommé aux Golden globe.

## Pistes
1. Jigalong – 4 min 3 s
2. Stealing the Children – 3 min 19 s
3. Unlocking the Door – 1 min 57 s
4. The Tracker – 2 min 47 s
5. Running to the Rain – 3 min 18 s
6. On the Map – 58 s
7. A Sense Of Home - 1 min 59 s
8. Go Away, Mr Evans – 5 min 14 s
9. Moodoo's Secret – 3 min 2 s
10. Gracie's Recapture – 4 min 40 s
11. Crossing the Salt Pan – 5 min 7 s
12. The Return, Parts 1-3 – 11 min 25 s
13. Ngankarrparni [Sky Blue (Reprise)] – 6 min 1 s
14. The Rabbit-Proof Fence – 1 min 8 s
15. Cloudless – 4 min 49 s

## Musiciens
Selon le livret accompagnant l'album :
- Peter Gabriel – claviers (1–5, 7–13, 15), Surdu (1), claves (2), piano (8, 13, 15), chœurs (10, 13, 15), programmation de la batterie (13), production
- Richard Evans – dulcimer (1, 11), guitare 12 cordes (1), claves (1–3, 5, 10), Crotales (2), basse (5, 9, 11–13, 15), piano (6), guitare (7), shaker (8), sifflets (10, 12), claviers (13), guitare acoustique (15), arrangements, mixing, production (1–14), enregistrements
- David Rhodes – surdu (1–4, 7–12), percussion (1), clavier basse (1), claves (2, 3, 5, 10), chœurs  (2, 9, 10), digeridoo (2, 7), guitare (5, 7, 9, 11), hit (7), shaker (8, 11, 12), gong (12), guitare électrique (13, 15), chant (13, 15), berimbau (14), guitare acoustique (15), arrangements, mixing (1–14), production (1–14)
- Ged Lynch – batterie (1, 5, 8–10, 13, 15), percussion (1, 2, 5, 7, 8, 11, 13, 15), toms (2)
- Electra String - cordes (1, 7, 12)
- Jangangpa Group – voix (1, 7, 11)
- Myarn Lawford – voix (1, 7, 11, 14), pleurs (2, 14), chant (9, 11, 13, 15)
- Elsie Thomas – voix (1, 7, 11)
- Jewess James – voix (1, 7, 11)
- Rosie Goodji – voix (1, 7, 11)
- The Dhol Foundation – dhol (2, 5, 10)
- Adzido – percussions (2, 9, 10)
- Johnny Kalsi – percussions (2)
- Ningali Lawford – pleurs (2, 14), chant (13, 15)
- L. Shankar – double violon (3, 5–7, 10, 12, 14)
- London Session Orchestra – cordes (3, 5, 11, 12)
- Gavin Wright – violon (3, 5, 10–13, 15)
- Jackie Shave – violon (3, 5, 10–13, 15)
- Ganga Giri – didgeridoo (4–8, 10–12, 15)
- James McNally – bodhran (5)
- Hossam Ramzy – cymbales (5)
- B'Net Houariyat – chant (5)
- Alex Swift – programmation (8, 13, 15)
- Tomasz Kukurba – violon (8)
- Jerzy Bawol – accordéon (8)
- Mahut – percussions (8)
- Doudou N'Diaye Rose – boucles de percussions africaines (8)
- Chuck Norman – programmation (9, 10, 13, 15), claviers (10, 13, 15)
- Babacar Faye – djembés (9)
- Assane Thiam – tambour parlant (9)
- Nusrat Fateh Ali Khan – chant (11)
- The Blind Boys of Alabama – chant (13, 15)
- Peter Green – guitare électrique (13, 15)
- Richard Chappell – programmation de la batterie (13, 15), boucles de tambourins (15), enregistrement additionnel
- Manu Katché – batterie (13, 15)
- David Sancious – orgue Hammond (13, 15)
- Sheryl Carter – pleurs (14)
- Quantec – drones (14)
- Dmitri Pokrovsky – kaliuka (14)
- Stephen Hague – batterie (15), programmation de la basse (15), mixing (15), production (15)